# Клайнмёльзен
Клайнмёльзен (нем. Kleinmölsen) — община в Германии, в земле Тюрингия.
Входит в состав района Зёммерда. Подчиняется управлению Грамме-Ауэ. Население составляет 337 человек (на 31 декабря 2010 года). Занимает площадь 4,30 км².